# John Rodgers (Geologe)
John Rodgers  (* 11. Juli 1914 in Albany, New York; † 7. März 2004 in Hamden (Connecticut)) war ein US-amerikanischer Geologe und Hochschullehrer an der Yale University.
Rodgers besuchte die Albany Academy und gewann durch den Besuch des New York State Museums, wo er vom Assistant State Geologist Christopher Hartnagel Unterricht erhielt und von weiteren Staatsgeologen von New York gefördert wurde und auch zur Auswertung von Erkundungsbohrungen für Gas herangezogen wurde, früh ein Interesse an der Geologie. Er studierte an der Cornell University mit dem Bachelor-Abschluss 1936 und dem Master-Abschluss 1937, sowie an der Yale University mit der Promotion 1944. Von 1940 bis 1944 kartierte er für den US Geological Survey im Osten von Tennessee und untersuchte Mangan- und Zinkvorkommen, was die Basis seiner Dissertation bildete. 1944 bis 1946 arbeitete er als Militärgeologe für Landungsoperationen im Pazifik. Ab 1946 war er wieder an der Yale University, wo er den Rest seiner Karriere blieb und Professor wurde. Er war dort Silliman Professor für Geologie.
Er war Experte für die Geologie der Appalachen und die Geologie von Connecticut (1984 veröffentlichte er eine geologische Karte des Bundesstaats). Er gab Feldstudien die Priorität über  Theorien und hatte viele internationale Kontakte. Von 1948 bis 1992 besuchte er jeden International Geological Congress und nahm an den Feldexkursionen teil. Sein Biograph  John F. Dewey bescheinigte ihm enzyklopädische Kenntnis der weltweiten Geologie, die er überwiegend selbst in Feldstudien erkundete.
1981 erhielt er die Penrose-Medaille. Er war Mitglied der National Academy of Sciences (1969), der American Academy of Arts and Sciences, der American Philosophical Society (1986) und 1970 Präsident der Geological Society of America. 1970 wurde er Fellow der Geological Society of London, und er war auswärtiges Mitglied der Russischen Akademie der Wissenschaften. 1987 erhielt er den Prix Gaudry der französischen geologischen  Gesellschaft und die Fourmarier Medal der belgischen geologischen Gesellschaft.

## Schriften
- Geologic map of East Tennessee, Tennessee Division of Geology Bulletin 58, 1953
- mit Carl O. Dunbar: Principles of Stratigraphy, Wiley 1957
- Tectonics of the Appalachian, Wiley-Interscience 1970
- Bedrock Geological Map of Connecticut, Hartford, Connecticut 1985